# Tasha Tilberg
 (février 2019).
Tasha Tilberg, née le 23 juin 1979 à Chilliwack en Colombie-Britannique, est une mannequin canadienne,,.

## Carrière

### Vie privée
Tasha Tilberg est mariée à Laura Wilson. Elles ont deux enfants.